# Clarín (periódico)
Clarín es un periódico argentino con sede en la ciudad de Buenos Aires. Fue fundado el 28 de agosto de 1945 por Roberto Noble. El periódico forma parte del Grupo Clarín y su director es Héctor Magnetto.
En mayo de 2019, Clarín marcó el récord de audiencia en medios digitales en la Argentina con 19 564 000 visitantes únicos, según el registro de Comscore.

## Historia

### Orígenes

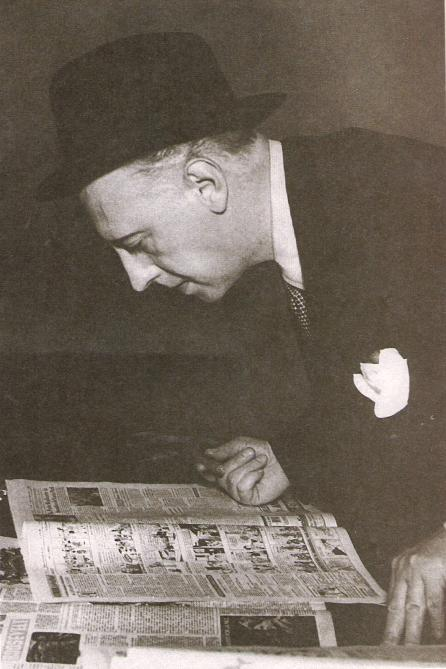
Roberto Noble, fundador del diario, leyendo un ejemplar.

Clarín fue fundado por Roberto Noble, político y empresario quien años antes fue ministro de Gobierno de la provincia de Buenos Aires (1936-1939) durante la gobernación de Manuel Fresco. En los inicios de Clarín tuvo un rol importante el diario que Manuel Fresco fundó en 1942, Cabildo, de ideología nacionalista y financiado por la embajada alemana. Cabildo proveyó durante un tiempo a Clarín de una gran cantidad de papel necesario para la impresión. La relación de Fresco con Noble en los inicios del diario quedó plasmada también en el eslogan del diario, «Un toque de atención para la solución argentina de los problemas argentinos», que remite al lema usado por Fresco en una campaña: «Un gobierno argentino de soluciones argentinas para problemas argentinos».
Con el papel de Cabildo y el apoyo económico de un grupo de empresarios, Noble pudo solventar los primeros tiempos de Clarín.
Un par de informes de la embajada de Estados Unidos indagaban sobre el rol que tendría el diario en la política local. Un informe del 3 de agosto de 1945, previo a la salida del diario a la calle, indicaba que el diario apoyaría al Partido Demócrata Nacional y sus candidatos conservadores. Un segundo informe, del 14 de noviembre de 1945, ya tras los hechos ocurridos del 17 de octubre, estimaba que Clarín se convertiría en un diario de propaganda del coronel Perón, con muchos «pronazis» en su plantilla.
El primer número de Clarín fue editado el 28 de agosto de 1945. El matutino tuvo como particularidad el ser uno de los primeros diarios del mundo en incluir un diseño más compacto (tabloide) en lugar del típico diseño «sábana» que usaban los diarios de ese entonces.[cita requerida]

### Primeros años
Desde las palabras elogiosas expresadas ante las movilizaciones de 1945 en contra del gobierno militar, y luego ya en la campaña para las elecciones presidenciales de 1946, el diario apoyó abiertamente a los reclamos que confluyeron en la Unión Democrática, ignorando la campaña de Perón y evitando mencionarlo en tapa. Aun así, Clarín fue el primer diario antiperonista en reconocer la victoria de Perón en las elecciones.
El diario supo mirar con cierto recelo el advenimiento del gobierno peronista, frente al que se mostró más contemporizador luego de la intervención de La Prensa en 1951. Entre la posición crítica de La Prensa y el halago permanente de los diarios oficialistas, Clarín se fue ubicando como medio «independiente». La información ocultada por la prensa oficialista solo podía tomarse de radios uruguayas y –aunque tibiamente- en algunos textos perdidos de La Nación o Clarín. El rasgo más distintivo de este periódico fue su adhesión al ideario desarrollista y a sus representantes, posición que mantuvo hasta los años 1980.
El diario se mostró favorable al golpe de Estado, autoproclamado Revolución Libertadora, que derrocó a Juan Domingo Perón en 1955. Aunque el Peronismo había sido proscripto, en su tapa del 22 de septiembre publicó «Es total la tranquilidad en el país» y «El Gral. Lonardi Jurará Mañana Como Presidente de la República», además publicó la biografía del dictador.
Al día siguiente en su portada escribía: «Cita de honor con la libertad. También para la República la noche ha quedado atrás». «En medio del exultante júbilo ciudadano asume el nuevo presidente». «Entusiasta y abanderada recibirá Buenos Aires al general Lonardi».

### Dictadura Militar de 1976
En 1973, Clarín creó su mítica contratapa que sería ocupada casi en su totalidad por historietistas argentinos -con la única excepción en los primeros años de Mutt and Jeff. Allí aparecerían antológicas tiras como: Clemente de Caloi; El Loco Chávez de Carlos Trillo y Horacio Altuna; Diógenes y el Linyera de Tabaré, Jorge Guinzburg, Carlos Abrevaya y Héctor García Blanco; El mago Fafá de Alberto Bróccoli; El regreso de Osiris de Alberto Contreras; Teodoro & Cía de Viuti; De la crónica diaria de Felipe Miguel Ángel Dobal; El Negro Blanco de Trillo y Ernesto García Seijas; CaZados de Trillo y O'Kif; El Nene Montanaro y Es lo que hay (reality) de Altuna; Yo, Matías de Fernando Sendra; La Nelly de Sergio Langer, más el humor de Roberto Fontanarrosa, Crist, Aldo Rivero,  Ian.
En septiembre de 1973 fue víctima de atentados con bombas en su sede en Buenos Aires por parte de la ultraderecha peronista. y en Rosario por parte de ERP y Montoneros. También el secuestro de uno de sus directivos llevó a la publicación forzada de solicitadas del ERP, mismo tipo de hecho sucedió días antes con el diario Crónica.
El diario Clarín fue también importante durante el conflicto. Al ser uno de los periódicos más grandes de Argentina, tuvo gran repercusión durante la dictadura militar. Este medio de información se centró específicamente en la emisión de noticias de Malvinas, para lo que utilizó cuatro ejes: Las noticias o declaraciones de sectores políticos opositores; informes especiales organizados por el mismo diario, las notas editoriales; y las notas donde el gobierno era el emisor.
Desde 1974 el diario se caracterizó por un tratamiento austero de los temas relacionados con la realidad nacional y por privilegiar tópicos económicos. La mitad de los editoriales publicados entre el 1° y el 23 de marzo de 1976 se referían a la economía, y los restantes se ocuparon alternativamente del poder judicial, del desempeño del sindicalismo, de la situación del periodismo frente a la violencia y del rol de la oposición. Los editoriales de esa época seguían la línea de atribuir al fracaso del sistema económico los problemas que se registraban en las otras esferas. En los editoriales inmediatamente anteriores y posteriores al 24 de marzo se advierte que el discurso del diario considera el fin del gobierno de Isabel Perón como resultado de la grave crisis que afectaba al país. El golpe de Estado no fue presentado como la ruptura del orden constitucional sino como el resultado inevitable del desgaste del gobierno peronista. Sin embargo, a diferencia del discurso editorial de otros diarios, no adoptaron una estrategia comunicacional sistemática con el propósito de socavar los cimientos del gobierno constitucional sino que esgrimió una crítica al desempeño del poder ejecutivo que se podría denominar mesurada. El 25 de marzo de 1976 (al día siguiente del golpe de Estado) en el diario se leía:

Se abre ahora una nueva etapa, con renacidas esperanzas. Y, si bien el cuadro que ofrece ahora el país es crítico, no hay que olvidarse que todas las naciones tienen sus horas difíciles y que el temple de sus hijos es capaz de levantarlas de su ruinosa caída.

Sobre el terrorismo de Estado, dijo un artículo publicado en el diario en 1982:

Ninguna persona responsable negará que dicha acción fue necesaria, puesto que la guerrilla había puesto al país en trance de disgregación. Algo insoportable''''.

### Décadas de 2000 y 2010

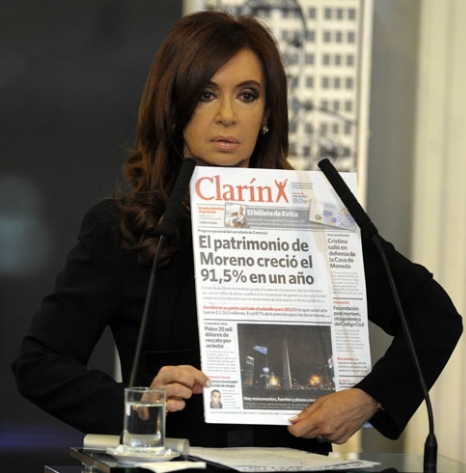
La expresidenta Cristina Fernández sosteniendo un ejemplar del diario Clarín, por el Conflicto entre el gobierno argentino y el Grupo Clarín en 2008.

Jorge Fontevecchia, director de Editorial Perfil, califica la línea editorial de Clarín como de tipo «marketinero, que busca satisfacer a la mayor cantidad de consumidores». A su vez, asegura: «Clarín no tiene precio cuando se trata de ir contra la opinión pública, lo que no quita que mientras eso no ocurra trate de sacar el mayor provecho de los gobiernos crédulos que creen que pueden dominarlo».
La revista Noticias (de Editorial Perfil, dueña del competidor diario Perfil) acusó a Clarín de sostener un pacto con el Gobierno nacional. Aseguraba que el ex presidente Néstor Kirchner usaba al diario Clarín como agencia de noticias propia.
No obstante, durante el paro agropuecuario de 2008, los medios del Grupo Clarín tomaron una postura crítica al gobierno de Cristina Fernández de Kirchner. Desde el anonimato se pusieron en Buenos Aires afiches con las leyendas «Clarín miente» y «TN: Todo Negativo». Este último, en referencia al canal de noticias Todo Noticias (TN), que pertenece al mismo multimedios que Clarín.
En 2010, desde el programa declaradamente oficialista 6, 7, 8 y del estatal Canal 7, se hizo eco de las denuncias de tiempos anteriores que decían que, tanto el diario como el multimedios de Clarín, obtuvieron su condición de corporación monopólica mediante dos acciones: haber apoyado abiertamente a la última dictadura militar (1976-1983), y haber obtenido parte del control de Papel Prensa S.A. en connivencia con la tortura y la expropiación ilegal realizada a sus legítimos dueños, la familia de David Graiver, quien fuera un empresario y banquero cuya familia fue detenida y torturada por la Dictadura Militar de 1976 por la supuesta relación de David con Montoneros.
En septiembre de 2010, la entonces presidenta Cristina Kirchner expuso el informe elaborado por Guillermo Moreno (secretario de Comercio Interior) acerca de la manera en que los accionistas privados Clarín, La Nación y La Razón obtuvieron el control de Papel Prensa S.A., y lo presentó a la justicia. Los accionistas privados de Papel Prensa negaron los dichos anteriores y también fue negado por Isidoro Graiver, hermano de David, quien declaró ante la Justicia que la familia no recibió presiones de los diarios que adquirieron Papel Prensa para vender la empresa. El diario Tiempo Argentino dio a conocer una entrevista realizada con anterioridad donde el mismo sostiene la existencia de presiones y amenazas.
Según el IVC el diario registró entre marzo de 2008 y marzo de 2010 una caída del 19 % en las ventas. Las ventas del matutino se derrumbaron un 32.5 por ciento entre 2003 y 2012, lo que equivale a una pérdida de 130 000 ejemplares.

## Características del diario
- Clarín le da prioridad a los temas locales: importancia a secciones como deportes y espectáculos. Estas secciones tienen un diseño diferente al resto de la publicación.
- Llegaba a los kioscos de venta de la Capital Federal antes que los demás. En la época en que fue fundado, en Capital Federal y la provincia de Buenos Aires costaba solo 5 centavos (la mitad que el resto de los diarios).[cita requerida]
- Su diseño es tabloide. Fue adoptado luego por varios diarios londinenses para no perder a los lectores jóvenes.[cita requerida]
- Su lema es «Un toque de atención para la solución argentina de los problemas argentinos», y su actual eslogan publicitario: «El gran diario argentino».
- Forma parte del PAL (Periódicos Asociados Latinoamericanos), al que pertenecen otras importantes casas editoriales de Latinoamérica.[23]

### Versión en línea
En el año 1996, Clarín lanzó la versión digital de su diario, Clarín.com. Es el portal web de noticias más visitado del país, seguido por el portal en línea del diario La Nación y por Infobae.

## Tirada
En la actualidad, Clarín es el diario con mayor tirada de la Argentina, siendo además uno de los de mayor difusión en el mundo de habla hispana, con una tirada que en marzo de 2018 fue de 206 837 ejemplares diarios (promedio de lunes a domingos, incluyendo un promedio de 38 778 de réplicas en ediciones digitales).

## Controversias

### Libertad sindical
El 4 de noviembre de 2000, 117 trabajadores de la redacción de Clarín fueron despedidos por su actividad sindical, entre ellos se encontraban los 10 integrantes de la Comisión Gremial Interna de prensa, presidida por la periodista Ana Ale, así como todos los integrantes de la Junta Electoral que participaron del proceso electivo gremial. Desde esa fecha en la redacción del diario más grande de la Argentina no hay representación sindical de sus trabajadores.
En 2004 Artes Gráficas Rioplatenses despidió a 119 trabajadores. En 2010 dos fallos judiciales (primera y segunda instancia) ordenaron su reincorporación, pero la empresa no cumplió. Delegados de los trabajadores realizaron desde las últimas semanas del año 2010 una huelga de hambre. También dijeron que fueron víctimas de intimidaciones por parte de la empresa a través de patovicas contratados.
Según los matutinos argentinos Página/12, Tiempo Argentino y La Mañana de Córdoba, el Grupo Clarín no permite la libertad sindical de sus empleados, conducta que se extendería a todo el Grupo Clarín.
El 27 de marzo de 2011, empleados despedidos y representantes gremiales realizaron una protesta en Artes Gráficas Rioplatenses. Según el Grupo Clarín esto impidió la salida del diario. En contraposición otros informes periodísticos dicen que la planta no tenía bloqueadas todas las salidas. Desde la empresa y distintos periodistas y políticos se criticó la protesta, en nombre de la libertad de expresión. Por otra parte, muchas celebridades como Adrián Paenza, Roberto Cossa, Horacio González, Ignacio Copani; periodistas como Víctor Hugo Morales, Pablo Llonto, Roberto Caballero, Eduardo Anguita y políticos como Agustín Rossi, Diana Maffia, Dante Gullo, Juan Cabandié, firmaron una solicitada para que la empresa respete el derecho a agremiarse de los trabajadores.
El bloqueo a una de las salidas del diario fue cuestionado por dirigentes de prácticamente todo el arco opositor y por periodistas de varios medios, al tiempo que recibió duros reclamos del ente que nuclea a los propietarios de diarios ADEPA (Asociación de Entidades Periodísticas) y de la SIP (Sociedad Interamerciana de Prensa) y quejas de lectores en las redes sociales. La medida repercutió además en numerosos medios internacionales.
El Senado, por su parte, aprobó por unanimidad una resolución en que expresó su «rechazo y repudio» al método de bloqueo.
En abril de 2025, el portal Data Clave publicó una investigación que abordó presuntas irregularidades en la organización de maratones vinculadas a figuras del Grupo Clarín. El artículo incluye referencias a Ricardo Roa en el marco de una causa investigada por la PROCELAC, señalando vínculos entre directivos de medios, empresas organizadoras y funcionarios públicos.

### Conflicto por la marca
A partir de un pedido en el cual el Grupo Clarín alegaba que el portal «¿Qué te pasa, Clarín?» explotaba la marca, el Juzgado Civil y Comercial n.º 3 fijó una multa de 500 pesos diarios si el sitio –que analizaba y criticaba al matutino– se mantenía en línea; ante esto, uno de sus autores —Claudio Díaz— renunció a su empleo y los demás decidieron no seguir utilizando el dominio.

### Escándalo de Lago Escondido
En octubre de 2022, la empresa financió una reunión entre jueces, fiscales y empresarios en la propiedad privada de Joe Lewis en Lago Escondido.